# Heinrich Giesebert

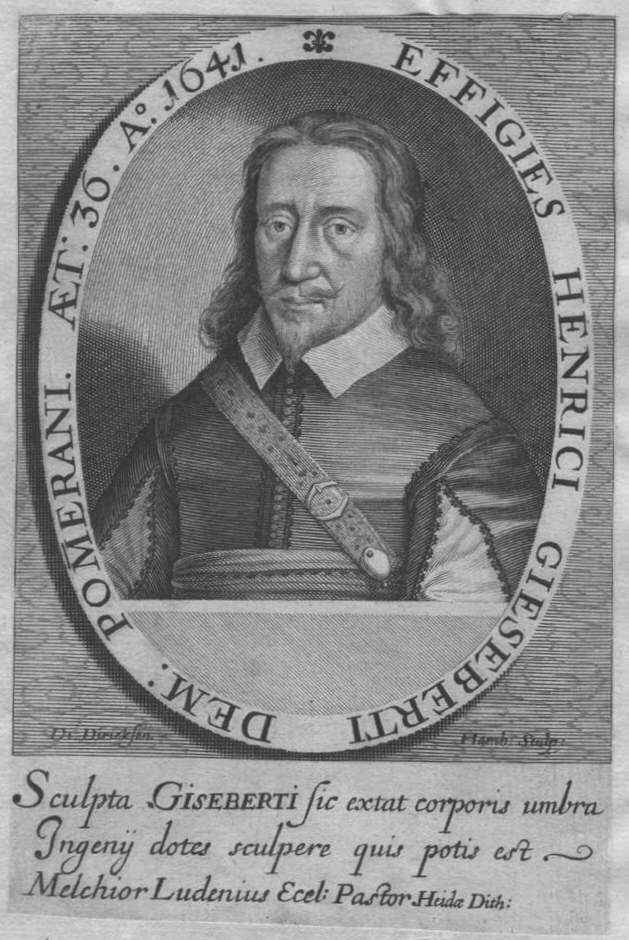
Heinrich Giesebert gestochen von Dirk Dirickssen Hamburg

Heinrich Giesebert, auch Giesbert oder Giesebertus (* 1604 in Demmin; † nach 1677 in Fedderingen, damals als Exklave zu Süderdithmarschen gehörig) war ein deutscher Jurist.

## Leben und Werk
Nach einem längeren Studium, wohl an der Universität Greifswald, lebte Giesebert, der offenbar in Lübeck aufgewachsen war, seit 1656 auf seinem Landsitz in Fedderingen. Ab 1652 erschien eine großangelegte Studie von ihm zum Dithmarscher Landrecht unter dem Titel: Periculum statutorum harmoniae practicae, in der er die Kompatibilität dieses Partikularrechts sowohl mit dem göttlichen Naturrecht als auch mit Römischen Recht nachzuweisen suchte. Den ersten Band widmete er den Gesandten des Hansetags 1651 in Lübeck. Zu Gieseberts Kummer brachte die Zusammenkunft nicht den von ihm erhofften Erfolg der Wiederherstellung der 1559 infolge der Letzten Fehde verlorenen Einheit Dithmarschens und seiner im Landrecht kodifizierten Sonderrechte.
Gleichzeitig arbeitete Giesebert an Justinianus Harmonicus exhibens introductionem ad jurisprud. hod. occasione et ordine irnperialium institutionum. Das Werk erschien in vier Teilbänden wiederum in Lübeck; das erste Buch ist dem Herzog Christian Albrecht, dem Stifter der Kieler Universität und zugleich allen juristischen Professoren Deutschlands gewidmet, der zweite Teil allein den Professoren, der dritte mehreren Kieler Beamten, der vierte dem Kammerpräsidenten Johann Adolph Kielmann von Kielmannsegg.
Eine dritte Arbeit Gieseberts ist sein Deuteronomium harmonicum exhibens prudentiam juris divini Israelitarum communibus gentium legibus et specialibus populorum, das 1677 in Hamburg erschien. Das Werk ist dem dänischen König Christian V. gewidmet, dessen Schutz Giesebert anfleht. Er verdanke dessen Großvater und Vater seine Rettung und die seines Vermögens. Eine vierte Schrift über Geldbußen erschien ebenfalls 1677 in Hamburg. Giesebert ließ alle diese Schriften auf eigene Kosten drucken.
Gottfried Wilhelm Leibniz war von Gieseberts Erstlingswerk Pericula statutorum sehr angetan, wie er ihm 1671 schrieb und bat ihn, eine Einleitung zu den verschiedenen Statuten oder Particularrechten Deutschlands zu schreiben. Leibniz erwähnt dabei auch seinen eigenen Plan, das Römische Recht auf bestimmte Grundsätze zu reduzieren. Ansonsten hat Giesebert für seinen Plan, aus alten und neuen Regeln ein Jus Universale (Lat. universelles Recht) zu sammeln, mit Ausnahme der juristischen Fakultät der Universität Greifswald und wenigen Zeitgenossen wie Benedikt Carpzov dem Jüngeren kaum Zustimmung erhalten.
Der ebenfalls aus Mecklenburg stammende schleswig-holsteinische Rechtsgelehrte Johann Carl Heinrich Dreyer stand im folgenden Jahrhundert als bekennender Deutschrechtler naturgemäß gegen die Ansätze Gieseberts. Er hielt dessen Arbeit über das Landrecht Dithmarschens für „eine höchst elende Schmiererei“ und bezeichnete die Lektüre der Werke Gieseberts als eine „Strafarbeit für arme juristische Sünder“.

## Familiäre Herkunft

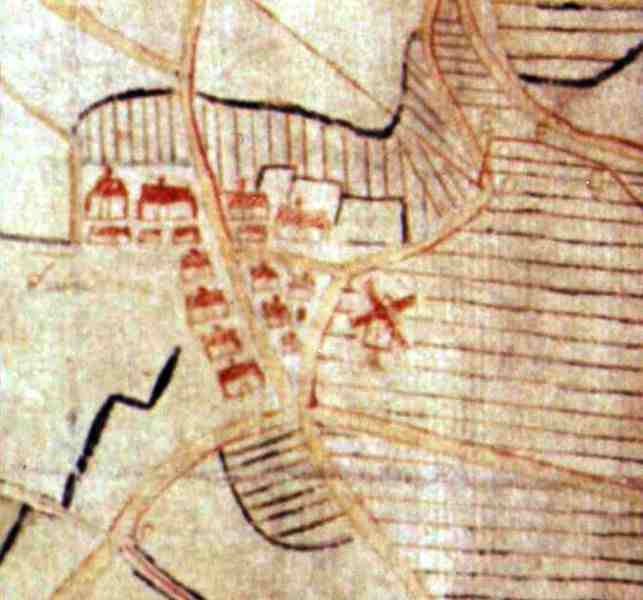
Fedderingen um 1780

Der örtlichen Überlieferung in Fedderingen (Plattdeutsch: Fallern) nach ist er Sohn der legendären Johannamudder ut Fallern, die wohl in der ersten Hälfte des 17. Jahrhunderts als eine sehr reiche Frau russischer Abstammung (sämtliche Zimmer ihres Hauses waren mit Species, also altem dänischem Silbergeld ausgelegt) wegen ihrer außerordentlichen Wohltätigkeit in höchstem Ansehen stand („verschwenderische Mildtätigkeit“). In Fedderingen wird ihr die Geschichte vom goldenen Ring nachgesagt, der von ihr in die Eider geworfen wurde: „So gewiss als ich diesen Ring nie wieder bekomme, so gewiss werde ich auch nicht arm“. Der Ring soll dann beim Zerteilen eines von ihr gekauften Fisches gefunden worden sein.

## Werke
- Periculum Statutorum Harmoniae Practicae: Praesentia Saxonum aliave Contermina Mari Balthico cum antiquis Teutonum statutis eatenus hoc confert, ut quae processus rationem spectant passim absolvat, quomodove Maiores nostri, rudes adhuc Romanarum literarum, unice vel paucissimis potius legibus quam hominibus regi voluerint, & compendiosius, certius, plenius, fere in terminis, ut loquimur, primo die statim singulas & omnes lites decidere potuerint; inde Romanorum leges Rebusp. nostris accommodatae sint & accommodandae declarare incipiat &c. Naumannus, Lübeck und Hamburg 1652.
- Iustinianus Harmonicus Romano-Germanicus: Exhibens introductionum ad iurisprudentiam hodiernam Teutonico-Romanam; Harmoniam, videlicet, Statutorum Praecipuorum praesentium Magnae Germaniae, & antiquorum Teutonum Morum, & Israëlitarum, & Romanorum, aliarumque Gentium legum, Occasione & ordine Imperialium Institutionum iuris Romani perpetua analysi Theorice & practice propositarum & collatarum compositus; Notetur eo directum esse tractatum, ut in scholis & foro versantibus usui esse possit ... Jegerus, Lubecae 1665
- Deuteronomium Harmonicum: Exhibens Prudentiam Iuris Divini Israelitarum Communibus Gentium Legibus & Specialibus Populorum plurium Antiquis & Modernis Moraliter & Historice illustratum ... Hamburgi 1677
- Von Geldbüssen unvergreiffliches Bedencken/ Ob mit gutem Gewissen/ Behaltung nötiger Zucht/ und löblicher Regierung/ Sünde mit Geldes Abnam können gestraffet und gebüsset werden?: Welchem einverleibet ein Erläuterungs-Discurs über Herrn Ahasveri Fritschii, d. von verbotenen übermässigen Geldbüssen zu Jena gedruckt/ Anno 1674. Wie es sich bey Untersuchung der Ursachen heutiger Babylonischen Verwirrungen unter den Christen/ und warum bey uns nicht so gute und bessere Policey/ Friede/ und Sicherheit/ dann unter Türcken und Heyden/ könne erlanget und erhalten werden/ ungefährlich angegeben. Wettstein, Lübeck 1677.